# Camden (Arkansas)
Pour les articles homonymes, voir Camden.
Camden est une ville de l’État de l’Arkansas, aux États-Unis, elle est également le siège du comté de Ouachita. 

## Géographie

### Hydrographie et hydrologie
La rivière Little Missouri se jette dans la rivière Ouachita à la hauteur de la ville à l'altitude 38 mètres.

## Urbanisme

### Voies de communication et transports

#### Accès routier
La ville de Camden est traversée par l'U.S. Route 79 dont son intersection avec l'US 278, formant un multiplex jusqu'au nord-est de Camden.

#### Transports publics

##### Transport ferroviaire
Le St. Louis Southwestern Railway, surnommé The Cotton Belt Route ou Cotton Belt, fut créé en 1891 à partir de petites lignes fondées en 1877 à Tyler. Il reliait le nord-est du Texas à l'Arkansas et au Missouri. Le Texas and St. Louis Rw reliait Bird's Point, Jonesboro, Clarenton, Pine Bluff, Camden et Texarkana.

##### Transport aérien
Camden possède un aéroport (Harrell Field, code AITA : CDH).

## Population et société

### Démographie

#### Évolution du nombre d'habitants
| 1850 | 1860  | 1870  | 1880  | 1890  | 1900  |
| ---- | ----- | ----- | ----- | ----- | ----- |
| 894  | 2 219 | 1 612 | 1 503 | 2 571 | 2 840 |

| 1910  | 1920  | 1930  | 1940  | 1950   | 1960   |
| ----- | ----- | ----- | ----- | ------ | ------ |
| 3 995 | 3 238 | 7 273 | 8 975 | 11 372 | 15 823 |

| 1970   | 1980   | 1990   | 2000   | 2010   | - |
| ------ | ------ | ------ | ------ | ------ | - |
| 15 147 | 15 356 | 14 380 | 13 154 | 12 183 | - |

#### Répartition ethnique
| Groupe            | Camden | Arkansas | États-Unis |
| ----------------- | ------ | -------- | ---------- |
| Afro-Américains   | 56,1   | 15,4     | 12,6       |
| Blancs            | 40,7   | 77,0     | 72,4       |
| Autres            | 0,6    | 3,6      | 6,4        |
| Métis             | 0,6    | 2,0      | 2,9        |
| Asiatiques        | 0,5    | 1,2      | 4,8        |
| Amérindiens       | 0,3    | 0,8      | 0,9        |
| Total             | 100    | 100      | 100        |
|                   |        |          |            |
| Latino-Américains | 1,6    | 6,4      | 16,7       |

### Langues
Selon l’American Community Survey, pour la période 2011-2015, 97,38 % de la population âgée de plus de 5 ans déclare parler l'anglais à la maison, 1,71 % déclare parler l'espagnol et 0,91 % une autre langue.

## Économie

### Entreprises et secteurs d'activité
Le fabricant de moteurs de fusée Aerojet Rocketdyne et Lockheed Martin Missiles and Fire Control (en) possèdent une division à Camden. C'est dans ces usines qu'ont été conçus le Patriot MIM-104, ainsi que le M142 HIMARS.

## Culture locale et patrimoine

### Lieux et monuments

#### Oakland Cemetery
Ce cimetière historique, fondé en 1830, est le cimetière le plus ancien de la ville.

### Personnalités liées à la ville
- Beth Brickell (1941-), actrice
- George Washington Hays (1863-1927), homme politique américain, gouverneur de l'Arkansas entre 1913 à 1917.
- Benjamin Travis Laney (1896-1977), homme politique américain, gouverneur de l'Arkansas entre 1945 à 1949.
- David Pryor (1934-2024), homme politique américain, représentant de l'Arkansas entre 1966 et 1973, gouverneur du même État entre 1975 à 1979 et sénateur du même État entre 1979 et 1997.
- Tommy Tuberville (1954-), entraîneur de football américain et sénateur des États-Unis.
- Gertrude Weaver (1898-2015), supercentenaire américaine.
- Ne-Yo (1979-), chanteur